# Assolavoro
Assolavoro è un'associazione di categoria delle Agenzie per il Lavoro operanti sul territorio italiano. Costituita il 18 ottobre 2006 dalla fusione di tre rappresentanze preesistenti (AILT, APLA e Confinterim), è socio aggregato di Confindustria e rappresentante italiano della World Employment Confederation, la confederazione europea delle Agenzie per il Lavoro.

## Descrizione
Assolavoro si occupa di consulenza sindacale, relazioni industriali, rapporti con la stampa, politiche attive del lavoro e sviluppo di iniziative su aspetti giuridici di rilievo per il settore della somministrazione di lavoro.
Attraverso Assolavoro DataLab, l'osservatorio sul lavoro tramite agenzia, provvede alla raccolta, elaborazione e diffusione dei dati relativi alla somministrazione di lavoro ed alla realizzazione approfondimenti sul settore.
Le sue Agenzie per il Lavoro associate producono circa l'85% del fatturato complessivo proveniente dalla somministrazione di lavoro ed hanno oltre 2500 filiali in tutta Italia.

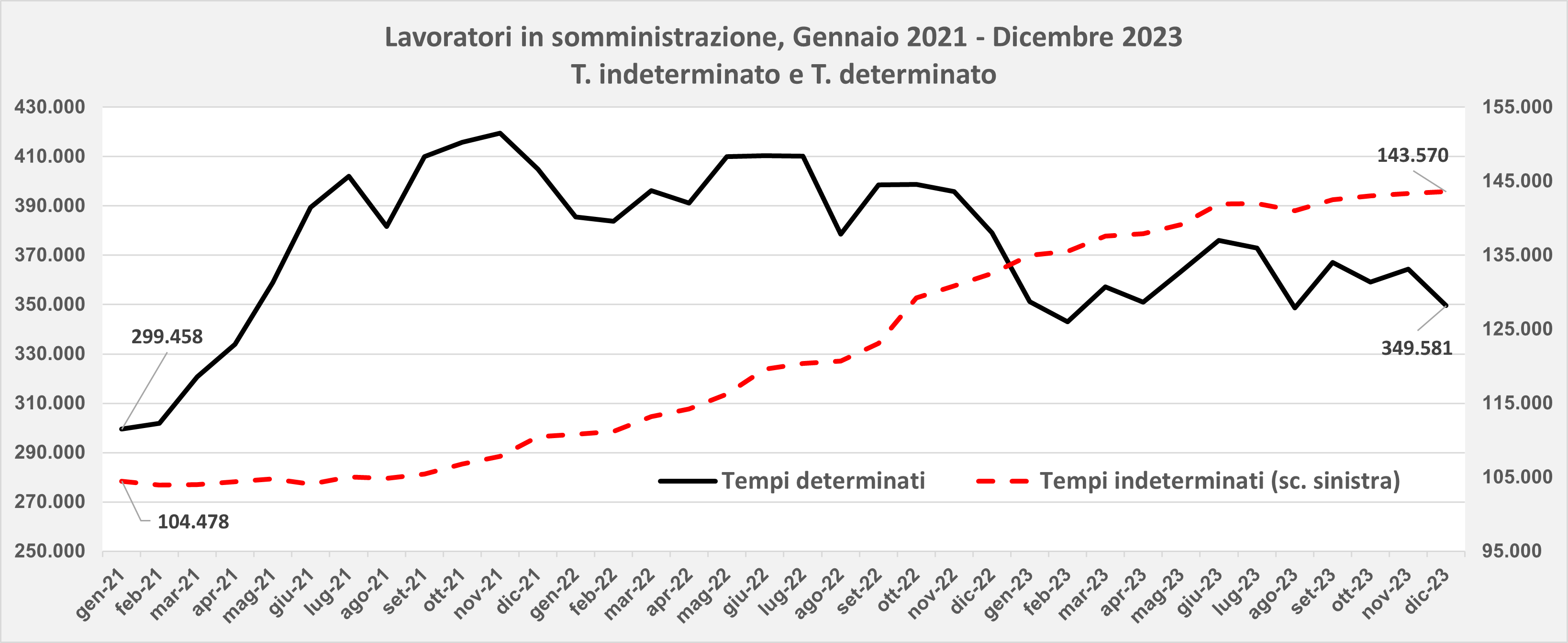
Lavoratori in somministrazione, Gennaio 2021 - Dicembre 2023. Fonte: Assolavoro DataLab

## Struttura
L'Associazione si compone dei seguenti organi: l’Assemblea, il Consiglio Direttivo, il Presidente, i Vicepresidenti, il Collegio dei Revisori contabili e il Collegio dei Probiviri.
L'attuale Presidenza è stata eletta dall'Assemblea dei soci convocata il 2 febbraio 2023 ed è composta da Francesco Baroni (Presidente) e da Alfredo Amoroso, Marco Valsecchi, Valeria Giaccari e Angelo Lo Vecchio (Vicepresidenti). Il Direttore Generale di Assolavoro è Agostino Di Maio.

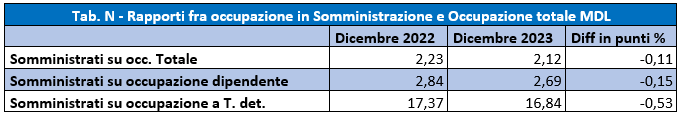
Rapporti tra occupazione in Somministrazione e Occupazione totale nel Mercato del Lavoro. Fonte: Assolavoro DataLab

### Presidenti
- Gennaro Delli Santi Cimaglia (2006-2010)
- Federico Vione (2010-2012)
- Luigi Brugnaro (2012-2014)
- Stefano Scabbio (2014-2017)
- Alessandro Ramazza (2017-2023)
- Francesco Baroni (2023-in carica)